# Bugrino
Bugrino (em russo, Бугрино) é uma vila localizada na ilha russa de Kolguyev, pertencente ao distrito autônomo de Nenétsia. Situada às margens do rio Bugryanka (próximo ao estreito da Pomerânia), é a única povoação da ilha, com uma população de 337 habitantes (censo de 2021).
Sua população é composta principalmente por mineiros e criadores de renas, cuja criação é, juntamente com a pesca, a base da economia da vila. Entre 2013 e 2014, várias renas morreram devido à falta de comida em Kolguyev, fazendo com que o número de animais caísse de 12 mil para 200-400.

## Clima
| Dados climáticos para Ilha de Kolguyev (normal entre 1991–2020, extremo entre 1933–presente) | Dados climáticos para Ilha de Kolguyev (normal entre 1991–2020, extremo entre 1933–presente) | Dados climáticos para Ilha de Kolguyev (normal entre 1991–2020, extremo entre 1933–presente) | Dados climáticos para Ilha de Kolguyev (normal entre 1991–2020, extremo entre 1933–presente) | Dados climáticos para Ilha de Kolguyev (normal entre 1991–2020, extremo entre 1933–presente) | Dados climáticos para Ilha de Kolguyev (normal entre 1991–2020, extremo entre 1933–presente) | Dados climáticos para Ilha de Kolguyev (normal entre 1991–2020, extremo entre 1933–presente) | Dados climáticos para Ilha de Kolguyev (normal entre 1991–2020, extremo entre 1933–presente) | Dados climáticos para Ilha de Kolguyev (normal entre 1991–2020, extremo entre 1933–presente) | Dados climáticos para Ilha de Kolguyev (normal entre 1991–2020, extremo entre 1933–presente) | Dados climáticos para Ilha de Kolguyev (normal entre 1991–2020, extremo entre 1933–presente) | Dados climáticos para Ilha de Kolguyev (normal entre 1991–2020, extremo entre 1933–presente) | Dados climáticos para Ilha de Kolguyev (normal entre 1991–2020, extremo entre 1933–presente) | Dados climáticos para Ilha de Kolguyev (normal entre 1991–2020, extremo entre 1933–presente) |
| Mês                                                                                          | Jan                                                                                          | Fev                                                                                          | Mar                                                                                          | Abr                                                                                          | Mai                                                                                          | Jun                                                                                          | Jul                                                                                          | Ago                                                                                          | Set                                                                                          | Out                                                                                          | Nov                                                                                          | Dez                                                                                          | Ano                                                                                          |
| -------------------------------------------------------------------------------------------- | -------------------------------------------------------------------------------------------- | -------------------------------------------------------------------------------------------- | -------------------------------------------------------------------------------------------- | -------------------------------------------------------------------------------------------- | -------------------------------------------------------------------------------------------- | -------------------------------------------------------------------------------------------- | -------------------------------------------------------------------------------------------- | -------------------------------------------------------------------------------------------- | -------------------------------------------------------------------------------------------- | -------------------------------------------------------------------------------------------- | -------------------------------------------------------------------------------------------- | -------------------------------------------------------------------------------------------- | -------------------------------------------------------------------------------------------- |
| Recorde alta °C (°F)                                                                         | 2.3 (36.1)                                                                                   | 2.2 (36)                                                                                     | 2.3 (36.1)                                                                                   | 8.7 (47.7)                                                                                   | 22.1 (71.8)                                                                                  | 27.4 (81.3)                                                                                  | 30.0 (86)                                                                                    | 29.2 (84.6)                                                                                  | 22.1 (71.8)                                                                                  | 12.0 (53.6)                                                                                  | 5.8 (42.4)                                                                                   | 4.4 (39.9)                                                                                   | 30.0 (86)                                                                                    |
| Média alta °C (°F)                                                                           | −7.7 (18.1)                                                                                  | −8.7 (16.3)                                                                                  | −6.7 (19.9)                                                                                  | −3.1 (26.4)                                                                                  | 1.1 (34)                                                                                     | 6.7 (44.1)                                                                                   | 11.6 (52.9)                                                                                  | 10.8 (51.4)                                                                                  | 8.0 (46.4)                                                                                   | 2.6 (36.7)                                                                                   | −1.7 (28.9)                                                                                  | −4.1 (24.6)                                                                                  | 0.73 (33.31)                                                                                 |
| Média diária °C (°F)                                                                         | −10.5 (13.1)                                                                                 | −11.5 (11.3)                                                                                 | −9.5 (14.9)                                                                                  | −5.5 (22.1)                                                                                  | −1.1 (30)                                                                                    | 3.8 (38.8)                                                                                   | 8.3 (46.9)                                                                                   | 8.3 (46.9)                                                                                   | 5.8 (42.4)                                                                                   | 0.9 (33.6)                                                                                   | −3.8 (25.2)                                                                                  | −6.5 (20.3)                                                                                  | −1.77 (28.79)                                                                                |
| Média baixa °C (°F)                                                                          | −13.7 (7.3)                                                                                  | −14.9 (5.2)                                                                                  | −12.6 (9.3)                                                                                  | −8.3 (17.1)                                                                                  | −3.0 (26.6)                                                                                  | 1.8 (35.2)                                                                                   | 5.8 (42.4)                                                                                   | 6.0 (42.8)                                                                                   | 3.7 (38.7)                                                                                   | −1.3 (29.7)                                                                                  | −6.5 (20.3)                                                                                  | −9.4 (15.1)                                                                                  | −4.37 (24.14)                                                                                |
| Recorde baixa °C (°F)                                                                        | −37.6 (−35.7)                                                                                | −40.1 (−40.2)                                                                                | −36.0 (−32.8)                                                                                | −31.6 (−24.9)                                                                                | −22.5 (−8.5)                                                                                 | −6.2 (20.8)                                                                                  | −2.4 (27.7)                                                                                  | −2.9 (26.8)                                                                                  | −6.3 (20.7)                                                                                  | −21.2 (−6.2)                                                                                 | −27.5 (−17.5)                                                                                | −35.5 (−31.9)                                                                                | −40.1 (−40.2)                                                                                |
| Média precipitação mm (pol.)                                                                 | 22 (0.87)                                                                                    | 18 (0.71)                                                                                    | 17 (0.67)                                                                                    | 16 (0.63)                                                                                    | 16 (0.63)                                                                                    | 32 (1.26)                                                                                    | 31 (1.22)                                                                                    | 38 (1.5)                                                                                     | 41 (1.61)                                                                                    | 45 (1.77)                                                                                    | 26 (1.02)                                                                                    | 29 (1.14)                                                                                    | 331 (13.03)                                                                                  |
| Fonte: Погода и Климат                                                                       |                                                                                              |                                                                                              |                                                                                              |                                                                                              |                                                                                              |                                                                                              |                                                                                              |                                                                                              |                                                                                              |                                                                                              |                                                                                              |                                                                                              |                                                                                              |